# 272
272是271與273之間的自然數。

## 在數學中
- 合數，正因數有1、2、4、8、16、17、34、68、136和272。
質因數分解為{\displaystyle 2^{4}\times 17}。
- 第63個過剩數，真因數和為286，盈度為14。前一個為270、下一個為276。
  - 第64個半完全數，和為本身的其中一組因數為1、 16、 17、 34、 68、 136。前一個為270、下一個為276。
  - 由於272不能被所有比它小的半完全數整除，因此是第6個本原半完全數。前一個為104、下一個為304。
- 不尋常數，大於平方根的質因數為17。
- 第17個普洛尼克數，為16與17的乘積。前一個為240、下一個為306。
- 十进制的奢侈數。
- 正二百七十二邊形為第37個可作圖多邊形。前一個為257、下一個為320。
- 4個連續質數和（61+67+71+73）
- 迴文數
- 半完全數：272=1+2+4+8+17+36+68+136

## 在人類文化中
- 1950年，日本大阪發生了一起集體食物中毒事件，原因是食用遭腸炎弧菌污染的青魚乾，共造成272人中毒
- 不列顛尼亞號作過696次外訪及272次英國水域內的探訪
- 紅外線天文衛星藉由超流體的蒸發讓衛星保持在-272°C的低溫
- 京特·拉爾是第二次世界大戰期間德國空軍第三號王牌飛行員，他執行了621次任務擊落275架敵機，其中272架在東線擊落
- 《施公奇案》全劇共272集
- 宜蘭縣南澳鄉的郵遞區號為272

## 在科學中
- 1994年12月8日，德國達姆施塔特的重離子研究所在線性加速器內利用鎳-64轟擊鉍-209，成功產生了三顆錀-272原子
- 氦的凝固點為-272℃
- 𨨏-272是𨨏中最稳定的同位素，它的半衰期有9.6秒

## 在天文中
- NGC 272 是仙女座的一個星系
- 尾宿五距離地球為272光年
- 2度視場星系紅移巡天在五年之中，使用了272個觀測的夜晚

## 在其他領域中
- 西元272年和前272年